# Čen Lidžu
Čen Lidžu (kitajsko: 陳麗如; pinjin: Chén Lìrú; Wade–Giles: Ch'en Li-ju), tajvanska lokostrelka, * 24. april 1981, Taojuan, Tajvan.
Sodelovala je na lokostrelskem delu poletnih olimpijskih igrah 2004.